# Туре, Сидья
Сидья Туре (фр. Sidya Touré; род. 1945, Димбокро, Кот-д’Ивуар) — гвинейский государственный и политический деятель, премьер-министр Гвинеи в 1996—1999 годах.

## Президентские выборы
Сидья Туре был одним из основных кандидатов на президентских выборах в июне 2010 года, но в конечном итоге занял третье место, получив 13,62 % голосов. Сначала он оспорил результаты, но после того, как они были подтверждены Верховным судом, он публично признал итоги первого тура 22 июля 2010 года: «Являемся ли мы жертвой или нет, я думаю, мы должны начать с уважения институтов и двигаться дальше». Несмотря на то, что ему не удалось выиграть место во втором туре, Туре имел достаточную поддержку, чтобы его воспринимали как потенциального «делателя королей», который мог повлиять на исход второго тура, поддержав кандидата. «Мы представим наши предложения по правительству обоим кандидатам», — сказал Туре, добавив, что «нам нужен союз, и мы подождём и увидим результаты переговоров с двумя лидерами».